# Androlymnia torsivena
Androlymnia torsivena là một loài bướm đêm trong họ Noctuidae.